# Isola di Cirella
Isola di Cirella este o arie protejată (arie specială de conservare — SAC, sit de importanță comunitară — SCI) din Italia întinsă pe o suprafață de 6,63 ha, integral pe uscat.

## Localizare
Centrul sitului Isola di Cirella este situat la coordonatele 39°41′56″N 15°48′06″E / 39.698889°N 15.801667°E.

## Înființare
Situl Isola di Cirella a fost declarat sit de importanță comunitară în septembrie 1995 pentru a proteja 1 specie de plante și 6 specii de animale. Situl a fost protejat și ca arie specială de conservare în iunie 2017.

## Biodiversitate
Situată în ecoregiunea mediteraneană, aria protejată conține 5 habitate naturale: Pseudostepă cu ierburi și specii anuale de Thero-Brachypodietea, Pante stâncoase calcaroase cu vegetație casmofită, Faleze cu vegetație de Limonium spp. endemic de pe coastele mediteraneene, Păduri de Olea și Ceratonia, Tufărișuri termo-mediteraneene și de pre-deșert.
La baza desemnării sitului se află mai multe specii protejate:
- plante (1): Dianthus rupicola
- păsări (6): egretă mare (Ardea alba), egretă mică (Egretta garzetta), șoim călător (Falco peregrinus), Larus argentatus, Larus michahellis, stârc de noapte (Nycticorax nycticorax)

Pe lângă speciile protejate, pe teritoriul sitului au mai fost identificate 3 specii de plante.